# نئوناتال نتوورک (مجله)
نئوناتال نِتوُرک (به انگلیسی: Neonatal Network) یا شبکه نوزاد، نام مجله نقد همترازی مراقبت‌های بهداشتی در زمینه پرستاری نوزادان است. این مجله از سال ۱۹۸۱ به صورت دوماهنامه به وسیله انتشارات اسپرینگِر (Springer Publishing) منتشر می‌شود.
نئوناتال نِتوُرک مجله رسمی آکادمی پرستاری نوزاد (Academy of Neonatal Nursing) شمرده شده و به وسیله پایگاه‌های دادهٔ زیر اندکس می‌شود:
- سی‌آی‌اِن‌اِی‌اِچ‌اِل (CINAHL)
- اندکس بین‌المللی پرستاری (International Nursing Index)
- اندکس مدیکوس (IndexMedicus)
- آراَندِکس تاپ ۱۰۰ (RNdex Top 100)